# Тейлор Дженкінс Рід
Тейлор Дженкінс Рід (англ. Taylor Jenkins Reid) — американська письменниця, найбільш відома своїми романами «Сім чоловіків Евелін Г'юґо», «Дейзі Джонс і The Six», «Одна справжня любов», «Світанок Малібу» та «Керрі Сото знов у грі».

## Кар'єра
Рід закінчила Emerson College в Бостоні та здобула ступінь магістра з медіадосліджень. Свою кар'єру вона почала в кіноіндустрії.
Після закінчення коледжу вона переїхала в Лос-Анджелес і працювала асистенткою кастингу. Рід також працювала в середній школі, перш ніж вона підписала перший контракт на книгу. У 24 роки вона підписала контракт зі своїм першим літературним агентом.
Forever, Interrupted, її перший роман, був опублікований у 2013 році. Рід була співавторкою сценарію телевізійного шоу Resident Advisors, прем'єра якого відбулася у 2015 році
Її книга One True Loves вийшла друком у 2016 році. В екранізації, яка вийшла на екрани у 2023 році, зіграли Філіпа Су, Сіму Лю та Люк Брейсі.
Її роман «Сім чоловіків Евелін Г'юґо» був опублікований у 2017 році та отримав комерційне та критичне схвалення. У романі розповідається історія вигаданої зірки Старого Голлівуду, котра розкриває давні таємниці, які можуть заплямувати як її таємниче життя, так і гламурні шлюби.
Роман Рід 2019 року «Дейзі Джонс і The Six» розповідає про злети та падіння вигаданого рок-гурту 1970-х років і частково натхненний Fleetwood Mac. Роман Daisy Jones & The Six отримав нагороду Goldsboro Books Glass Bell Award у 2020 році У 2021 році роман був фіналістом премії «Книга місяця» у номінації «Книга року» Версія аудіокниги увійшла в список найкращих аудіокниг Apple Books 2019 року Amazon Studios розробили «Дейзі Джонс і The Six» у вебмінісеріал під назвою «Дейзі Джонс і The Six», який дебютував у 2023 році.
Рід опублікувала «Керрі Сото знов у грі» у 2022 році. Це четверта і ймовірно остання книга «відомого жіночого квартету» Рід після «Семи чоловіків Евелін Ґ'юго», «Дейзі Джонс і The Six» і «Світанок Малібу». Рід заявила, що має намір взяти тривалу перерву перед початком свого наступного літературного проєкту.

## Особисте життя
Рід народилась в Меріленді 20 грудня 1983 року. У віці 12 років Рід і її сім'я переїхали в Актон, штат Массачусетс. Працюючи в кіноіндустрії, вона познайомилася з Алексом Дженкінсом Рідом, сценаристом, і вийшла заміж за нього. Вони живуть у Лос-Анджелесі з дочкою.
У травні 2025 Тейлор Дженкінс Рід заявила в інтерв'ю журналу Тайм, що є бісексуальною.

### Романи
- Назавжди перервано (2013)
- Після того, як я зроблю (2014)
- Можливо, в іншому житті (2015)
- Одне справжнє кохання (2016)
- Сім чоловіків Евелін Г'юґо (2017)
- Дейзі Джонс і The Six (2019)[16]
- Світанок Малібу (2021)
- Керрі Сото знов у грі (2022)

### Розповіді
- Докази роману (2018)

## Нагороди
- 2019 Перемога Goodreads Choice Awards — найкращий історичний роман для «Дейзі Джонс і The Six»[24]
- 2021 Перемога Goodreads Choice Awards — найкраща історична фантастика для «Світанок Малібу»[24]
- 2022 Перемога Goodreads Choice Awards — найкраща історична фантастика для «Керрі Сото знов у грі»[24]